# 老南部陵园 (慕尼黑)

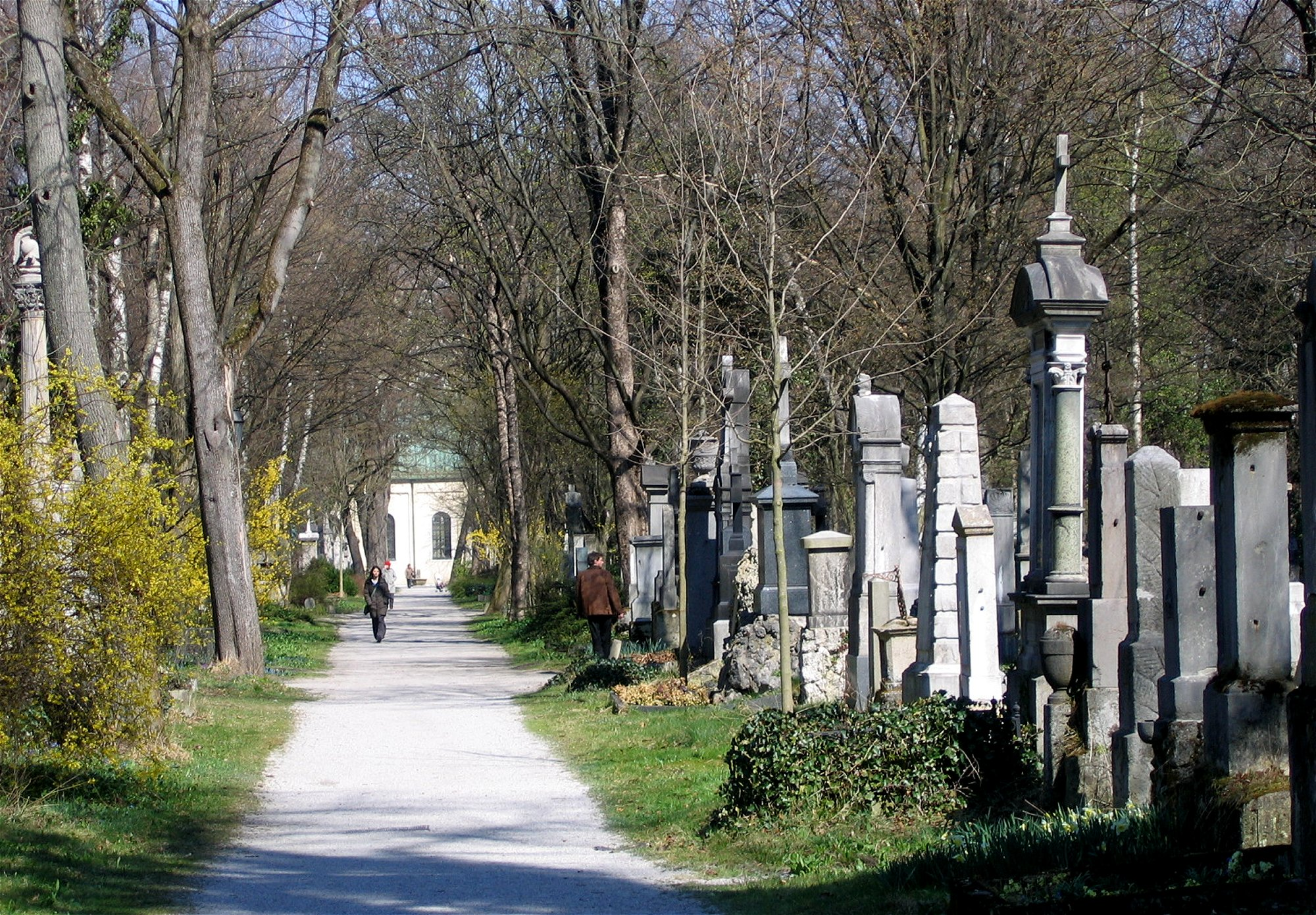
老南部陵园

老南部陵园（德語：Alter Südfriedhof）是德国慕尼黑的一座公墓。1563年，南部公墓作建成，當時主要埋葬瘟疫患者的遺體。坟地位于森德灵门以南约半公里处。1705年的森德灵起义的死者也被埋葬在老南部陵园。1788年至1868年间，老南部陵园是整个慕尼黑大都市区的唯一一座公墓，因此，当时的一些名人都葬于此。